# 烏什尼亞 (佐洛喬夫區)
49°53′37″N 24°55′0″E / 49.89361°N 24.91667°E
烏什尼亞（烏克蘭語：Ушня），是烏克蘭西部的村莊，隸屬利維夫州的佐洛奇夫區。該村面積1.57平方公里，海拔高度264米，2025年人口460，人口密度每平方公里307.4人。